# カリ岩塩

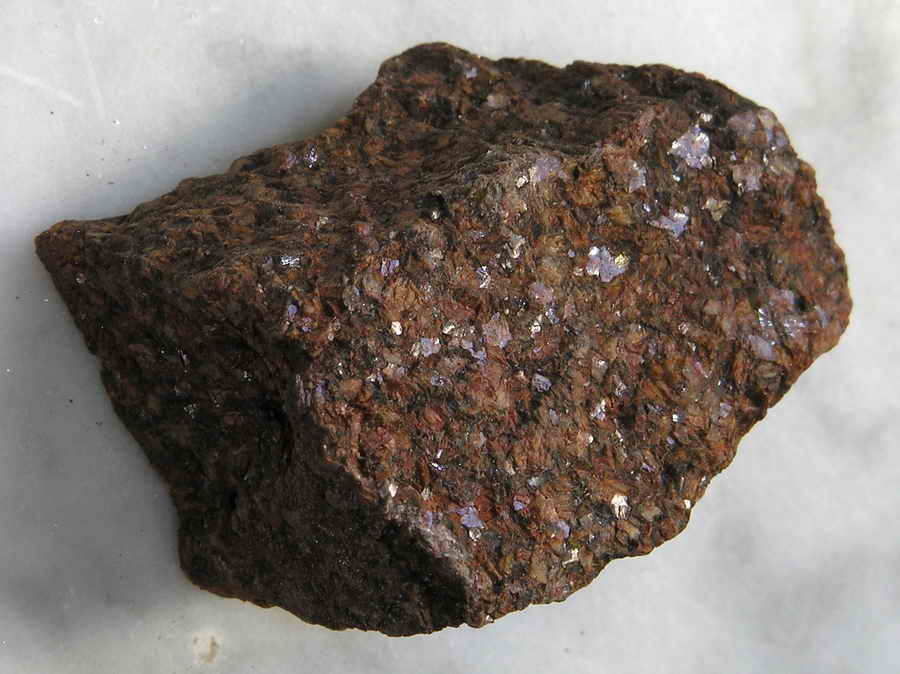
カリ岩塩

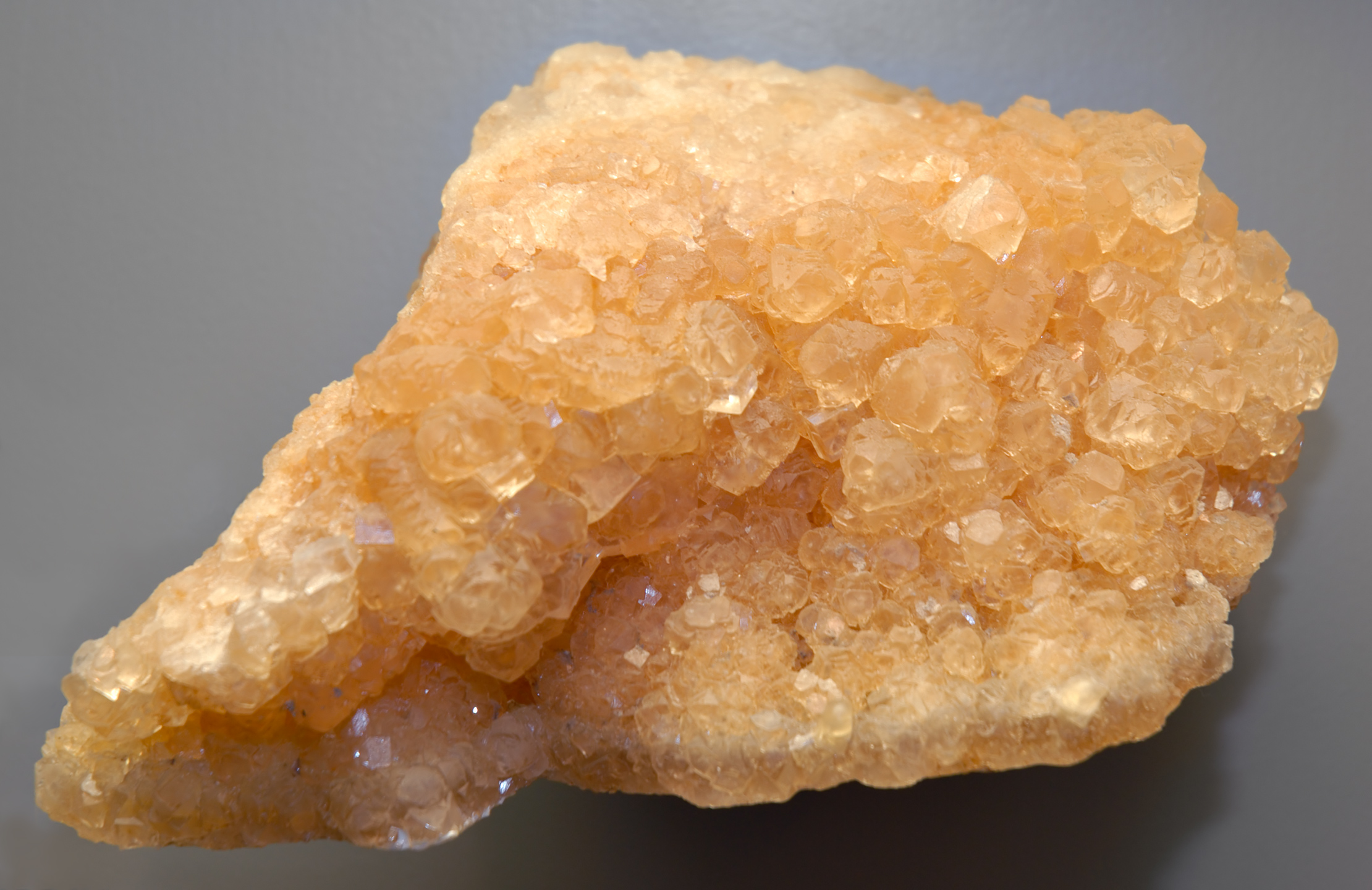
ドイツ産のカリ岩塩

カリ岩塩(Sylvite)は、鉱物として天然に産出する塩化カリウム(KCl)である。岩塩（塩化ナトリウム）と非常に良く似た立方晶の結晶を形成する。実際に、これら2つは同形である。カリ岩塩自体の色は無色から白色であるが、包有物のために黄色や赤色の色調となる。モース硬度は2.5、比重は1.99である。屈折率は1.4903である。特徴的な苦味を伴う塩味を持つ。
カリ岩塩は、水溶液から最後に沈殿する蒸発岩の1つである。そのため、非常に乾燥した塩性地でのみ見られる。主な用途は、カリウム肥料である。
カリ岩塩は、世界中の蒸発鉱床で見られるが、巨大な鉱床は、アメリカ合衆国ではニューメキシコ州、テキサス州西部、ユタ州にある。世界最大の鉱床は、カナダのサスカチュワン州にある。サスカチュワン州の大きな鉱床は、デボン紀の海路が蒸発して形成されたものである。カリ岩塩は、サスカチュワン州の公式鉱物である。
カリ岩塩は、1832年にナポリ近郊のヴェスヴィオで発見されたものが初めて記載され、英名はオランダの化学者フランシスクス・シルヴィウスに因んで命名された。